# オリヴァー・マスッチ
オリヴァー・マスッチ（Oliver Masucci, 1968年12月6日 – ）は、ドイツの俳優。

## 経歴
旧西ドイツシュトゥットガルト生まれ。その後ボンで育つ。
父がイタリア人、母がドイツ人のハーフであり、実家はボンでイタリア料理店を営む。
子供が3人おり、そのうち1人（Vito）は子役として映画に出演を予定している。
単科大学（ホッホシューレ）だった頃のベルリン芸術大学で演劇を学び、バーゼルで俳優人生をスタートさせる。
その後はハンブルク、ハノーヴァーの劇場、ウィーンのブルクシアターなどで舞台俳優として活動。
テレビドラマ『Die Wasche』（1994年）、『アウトバーンコップ』（2010年）、映画『Madrid』（2002年）、テレビ映画『SWORD-X』（2004年）などに出演したがそれほど有名ではなく、2015年に映画『帰ってきたヒトラー』でヒトラー役を演じて有名になった。
その後は、『4ブロックス』（2017年）、『ダーク』（2017年）などのテレビドラマ、『Herrliche Zeiten』（2018年）などの映画において主演や準主演を務めている。

## 主なフィルモグラフィ

### 映画
| 年   | 日本語題 原題                                                                                | 役名                 | 備考 |
| ---- | -------------------------------------------------------------------------------------------- | -------------------- | ---- |
| 2015 | 帰ってきたヒトラー Er ist wieder da                                                          | アドルフ・ヒトラー   |      |
| 2018 | ある画家の数奇な運命 Werk ohne Autor                                                         |                      |      |
| 2018 | マスターズ&スレイブス 支配された家 OUTMASTERED                                               |                      |      |
| 2019 | ヒトラーに盗られたうさぎ Als Hitler das rosa Kaninchen stahl                                 | アルトゥア・ケンパー |      |
| 2022 | デイ・シフト Day Shift                                                                       | クラウス             |      |
| 2022 | ファンタスティック・ビーストとダンブルドアの秘密 Fantastic Beasts: The Secrets of Dumbledore | アントン・フォーゲル |      |

### テレビシリーズ
| 年        | 日本語題 原題        | 役名                 | 備考       |
| --------- | -------------------- | -------------------- | ---------- |
| 2017-2018 | 4ブロックス 4 Blocks | Hagen Kutscha        | 計10話出演 |
| 2017-2020 | ダーク Dark          | Adult Ulrich Nielsen | 計17話出演 |